# Kissinki erődtemplom
A kissinki erődtemplom műemlékké nyilvánított épület Romániában, Brassó megyében. A romániai műemlékek jegyzékében a BV-II-a-A-11634 sorszámon szerepel.

## Története
A mai egyhajós templom újabb festésekor meghagyták a vakolat alatt felfedezett évszámot: 1421. Ez vagy az előző században épült templom befejezési vagy az előbbi helyett épített templom születési éve lehet. A helység alapítása ugyanis a XII. századra tehető. (Göllner: Geschichte der D. in R. 29.)
A régebbi templom maradványa egy háromnyílásos körablak, mely a ciszterci építőműhelyhez kapcsolja. Másodlagosan elhelyezve, a parókia kőkerítésének keleti falán őrizték meg. (V. Drăguţ: Arta gotică. 25, 35/32.) Az első templom a XIII. században épül román stílusban Szt. Péter és Pál tiszteletére.Feltételezik, hogy a templom a régi harangtornyához épült, mely torony a XIII. századi tatárjárás utáni korra emlékeztet.

## Leírása
Az 1421-ben befejezett gótikus templom a sokszög öt oldalával záruló szentélyt kapott és keresztboltozatot kőbordákkal. Eredetileg a hajó boltozata is ilyen volt, újabban sík mennyezetű. A harangtorony falán ez olvasható: „Erbaut 1421, repariert 7677, und 1761, gebessert wurde 1840, 1869.”
A szentély négy kisméretű csúcsíves ablaka eredetileg nagyobb volt.
A négy masszív oszlopon álló torony alja Keresztboltozat . A torony két oldalán két kis kamaraszerű helyiség van, a hajó felől bejárattal; külső bejárataikat befalazták. A szentély fölé nyitott védelmi karzatot emeltek. A XIX. században a hajó síkmennyezetet kap.1489-ből származó harangját sárkányokat és oroszlánokat ábrázoló plakettek díszítik, (Fabritius: S. Kirchenburgen. 24.; Oprescu: Bisericile cetăţi. 148.)